# För evigt
För evigt (originaltitel: Ever After) är en amerikansk romantisk dramakomedifilm från 1998 i regi av Andy Tennant, baserad på Charles Perraults berättelse om Askungen.

## Handling
Filmen handlar om en ung flicka som är som slav åt sin styvmamma efter att hennes pappa dött. Flickan förälskar sig i den ståtlige prins Henry under sin mammas titel och namn, men samtidigt försöker hennes styvmamma göra allt för att den äldsta av hennes döttrar ska bli den som Henry väljer att gifta sig med.

## Medverkande i urval
- Drew Barrymore – Danielle de Barbarac / Comtesse Nicole de Lancret
  - Anna Maguire – Danielle, åtta år gammal
- Anjelica Huston – Baroness Rodmilla de Ghent
- Dougray Scott – Prince Henry
- Megan Dodds – Marguerite de Ghent
  - Elizabeth Earl – Marguerite som ung
- Melanie Lynskey – Jacqueline de Ghent
  - Alex Pooley – Jacqueline som ung
- Patrick Godfrey – Leonardo da Vinci
- Timothy West – King Francis
- Judy Parfitt – Queen Marie
- Richard O'Brien – Pierre le Pieu
- Jeroen Krabbé – Auguste de Barbarac
- Jeanne Moreau – Grande Dame